# Сен-Сьер-Шампань
Сен-Сьер-Шампа́нь (фр. Saint-Ciers-Champagne) — коммуна во Франции, находится в регионе Пуату — Шаранта. Департамент коммуны — Шаранта Приморская. Входит в состав кантона Аршьяк. Округ коммуны — Жонзак.
Код INSEE коммуны — 17316.

## Население
Население коммуны на 2010 год составляло 415 человек.
| 1962 | 1968 | 1975 | 1982 | 1990 | 1999 | 2010 |
| ---- | ---- | ---- | ---- | ---- | ---- | ---- |
| 568  | 501  | 406  | 382  | 375  | 365  | 415  |